# انا اغنر
انا اغنر (بالإسبانية: Ana Wagener) (و. 1962 – م) تبلغ من العمر 60 عام وهي ممثلة مسرحية، وممثلة أفلام من إسبانيا. ولدت في إسبانيا.

## قائمة الأعمال

### الأفلام
- (2003) توريمولينوس 73
- (2010) بيوتيفول[4]
- (2016) الضيف الخفي[5]
- (2018) سراب

## وصلات خارجية
- انا اغنر على موقع IMDb (الإنجليزية)
- انا اغنر على موقع قاعدة بيانات الأفلام العربية
- انا اغنر على موقع ألو سيني (الفرنسية)
- انا اغنر على موقع أول موفي (الإنجليزية)
- انا اغنر على موقع قاعدة بيانات الأفلام السويدية (السويدية)
- انا اغنر على موقع قاعدة بيانات الفيلم (الإنجليزية)
- انا اغنر على موقع كينوبويسك (الروسية)